# Medal Australijski Wywiadu
Medal Australijski Wywiadu ang. Australian Intelligence Medal, skr. AIM) – australijskie cywilne odznaczenie ustanowione 24 stycznia 2020.
Przyznawane jest za wybitną służbę (distinguished service), członkom organizacji tworzących Narodową Wspólnotę Wywiadowczą (National Intelligence Community).
Medal może zostać przyznany jednej osobie tylko raz.
W australijskiej kolejności starszeństwa odznaczeń zajmuje miejsce bezpośrednio po Medalu Więziennictwa, a przed Medalem Orderu Australii.
Osoby odznaczone tym medalem mają prawo umieszczać po swoim nazwisku litery „AIM”.